# Північна Румайла – Кувейт
Північна Румайла – Кувейт – газопровід, через який до Війни в Перській затоці здійснювались поставки іракського газу до Кувейту.
Під час виробництва нафти на родовищах Іраку отримували велику кількість попутного газу, для утилізації якого в середині 1980-х років на родовищі Північна Румайла спорудили потужний газозбірний та газопереробний комплекс. Одним із споживачів блакитного палива повинен був стати сусідній Кувейт, до якого проклали трубопровід діаметром 1000 мм. Він мав довжину 170 км та тягнувся до нафтогазопереробного майданчику Міна-аль-Ахмаді. Первісна потужність трубопроводу складала до 2 млрд.м3 на рік із запланованим збільшенням вдвічі. Поставки розпочались у 1986 році та за два роки досягли рівня у 1,65 млрд.м3.
Вторгнення Іраку в Кувейт перервало роботу газопроводу. В середині 2010-х років знову почалось обговорення можливих закупок блакитного палива Кувейтом, який на той час був вимушений розпочати імпорт ЗПГ через плавучий регазифікаційний термінал. Проте шляхи здійснення таких поставок та їх можливі строки в умовах, коли сам Ірак розпочав імпорт іранського газу, наразі не визначені.